# NFRKB
NFRKB‏ (Nuclear factor related to kappaB binding protein) هوَ بروتين يُشَفر بواسطة جين NFRKB في الإنسان.